# Ратманово (Курская область)
Ратма́ново — деревня в Железногорском районе Курской области. Входит в состав Михайловского сельсовета.

## География
Расположена на западе района, в 16 км к юго-западу от Железногорска на правом берегу реки Свапы. Высота над уровнем моря — 147 м.

## История
Упоминается в 1678 году среди селений Свапского стана Рыльского уезда. Жители деревни были приписаны к приходу Троицкого храма села Пальцево. В конце XVIII века Ратманово вошло в состав новообразованного Дмитриевского уезда. В XIX веке Ратманово было владельческим сельцом. По данным 9-й ревизии 1850 года 137 душ мужского пола деревни принадлежали наследникам помещика Кошелева. В 1862 году в Ратманово было 30 дворов, проживало 290 человек (141 мужского пола и 149 женского). В то время деревня входила в состав Киликинской волости Дмитриевского уезда.
После Октябрьской революции 1917 года в районе Ратманова и соседних населённых пунктов орудовали банды Рублёва и Плигунова. В 1924 году Дмитриевский уезд был упразднён, Ратманово вошло в состав Льговского уезда Курской губернии. С 1928 в составе Михайловского (ныне Железногорского) района. В 1937 году в деревне было 136 дворов, действовала школа. Во время Великой Отечественной войны, с октября 1941 года по февраль 1943 года, Ратманово находилось в зоне немецко-фашистской оккупации. За это время нацистами было сожжено 14 хозяйств деревни. По состоянию на 1955 год здесь находился центр колхоза имени Будённого. В 1981 году в деревне проживало около 130 человек.

## Население
| 1862 | 1905 | 1979 | 2002 | 2010 |
| ---- | ---- | ---- | ---- | ---- |
| 290  | ↗400 | ↘135 | ↘79  | ↗87  |